# Браззавильский протокол
Браззавильский протокол — документ, предусматривающий вывод Революционных вооружённых сил Кубы из Анголы, проложивший путь к независимости Намибии посредством последующего подписания Трёхстороннего соглашения в Нью-Йорке. Представители правительств Анголы, Кубы и ЮАР подписали протокол 13 декабря 1988 года в Браззавиле, Республика Конго. Официальное полное название документа — «Соглашение между правительством Республики Куба и правительством Народной Республики Ангола о выводе Интернационалистской миссии кубинского воинского контингента».

## Переговоры
В 1981 году помощник госсекретаря США по делам Африки при президенте Рональде Рейгане — Честер Крокер, разработал политическую концепцию, навязывающую режиму апартеида в ЮАР отказ от контроля над Намибией, а также вывод войск Кубы из Анголы и прекращение гражданской войны в Анголе.
Летом 1986 года французский бизнесмен Жан-Ив Оливье и советник президента Франции по делам Африки Жан-Кристоф Миттеран организовали первую неформальную встречу высокопоставленных представителей ЮАР, Мозамбика и Анголы в пустыне Калахари.
10 сентября 1986 года Фидель Кастро назвал предложение Честера Крокера необходимым условием вывода войск из Анголы. Правительство ЮАР сделало аналогичное заявление. Ангольское и американское правительства начали переговоры в июне 1987 года, а правительство Кубы присоединилось к переговорам 28 января 1988 года. Все три стороны провели раунд переговоров 9 марта 1988 года в Лондоне.
С 13 января по 23 марта 1988 года «Национальный союз за полную независимость Анголы» (УНИТА) и войска ЮАР остановили и отразили наступление «Народного движения за освобождение Анголы — Партия труда» (МПЛА) на регионы под контролем «УНИТА» в опорных пунктах на юге Анголы, закончившееся битвой при Куито-Куанавале в провинции Квандо-Кубанго, что стало крупнейшим сражением в истории Африки со времен окончания Второй мировой войны. «УНИТА» и войска ЮАР отступили после 15-часового боя 23 марта 1988 года и пошли на переговоры.
3 мая 1988 года правительство ЮАР присоединилось к переговорам по предложению Честера Крокера, и все четыре стороны встретились в июне и августе 1988 года в Нью-Йорке и Женеве. Все стороны одобрили концепцию Принципов мирного урегулирования в Юго-Западной Африке от 20 июля 1988 года и согласились на прекращение огня 8 августа 1988 года. Протокол был окончательно подписан 13 декабря 1988 года.